# Lespesia brasiliensis
Lespesia brasiliensis är en tvåvingeart som först beskrevs av Townsend 1917.  Lespesia brasiliensis ingår i släktet Lespesia och familjen parasitflugor. Inga underarter finns listade i Catalogue of Life.